# Rajd Australii 1991
Rajd Australii 1991 (4. Commonwealth Bank Rally Australia) – 4 Rajd Australii rozgrywany w Australii w dniach 20-24 września. Była to dziesiąta runda Rajdowych Mistrzostw Świata w roku 1991. Rajd został rozegrany na nawierzchni szutrowej. Bazą rajdu było miasto Perth.

## Wyniki końcowe rajdu[1]
| Msc. | Kierowca         | Pilot             | Samochód                   | Czas    | Strata | Grupa | Punkty |
| ---- | ---------------- | ----------------- | -------------------------- | ------- | ------ | ----- | ------ |
| 1    | Juha Kankkunen   | Juha Piironen     | Lancia Delta Integrale 16V | 5:48.48 | 0.0    | A8    | 20     |
| 2.   | Kenneth Eriksson | Staffan Parmander | Mitsubishi Galant VR-4     | 5:50.01 | +1.13  | A8    | 15     |
| 3.   | Armin Schwarz    | Arne Hertz        | Toyota Celica GT-Four      | 5:54.42 | +5.54  | A8    | 12     |
| 4.   | Markku Alén      | Ilkka Kivimäki    | Subaru Legacy RS           | 5:58.15 | +9.27  | A8    | 10     |
| 5.   | Timo Salonen     | Voitto Silander   | Mitsubishi Galant VR-4     | 6:00.54 | +12.06 | A8    | 8      |
| 6.   | Rod Millen       | Tony Sircombe     | Mazda 323 GTX              | 6:04.37 | +15.49 | A8    | 6      |
| 7.   | Ross Dunkerton   | Fred Gocentas     | Mitsubishi Galant VR-4     | 6:05.24 | +16.36 | A8    | 4      |
| 8.   | Jorge Recalde    | Martin Christie   | Lancia Delta Integrale 16V | 6:09.21 | +20.33 | A8    | 3      |
| 9.   | Neal Bates       | David Jorgensen   | Toyota Celica GT-Four      | 6:20.04 | +31.16 | A8    | 2      |
| 10.  | Ed Ordynski      | Harry Mansson     | Mitsubishi Galant VR-4     | 6:34.00 | +45.12 | N4    | 1      |

## Klasyfikacja po 10 rundach
Tabele przedstawiają tylko pięć pierwszych miejsc.

### Kierowcy
| Lp. | Kierowca         | Pkt |
| --- | ---------------- | --- |
| 1   | Carlos Sainz     | 125 |
| 2   | Juha Kankkunen   | 123 |
| 3   | Didier Auriol    | 81  |
| 4   | Massimo Biasion  | 54  |
| 5   | Kenneth Eriksson | 51  |

### Producenci
| Lp. | Producent  | Pkt |
| --- | ---------- | --- |
| 1   | Lancia     | 131 |
| 2   | Toyota     | 126 |
| 3   | Mitsubishi | 45  |
| 4   | Mazda      | 38  |
| 5   | Ford       | 34  |